# Ogura Tsuneyoshi
Ogura Tsuneyoshi (* 1924; † 2007) war ein japanischer Karatemeister (Shotokan, Gōju ryū) aus Kōfu, 10. Dan.

## Leben
Durch seine Mutter war er okinawaischer Abstammung und Nachfahre von Takeda Shingen, Herr von Kōfu durch seinen Vater, aber keiner seiner Eltern oder Großeltern praktizierte die Kriegskünste.
Ogura Tsuneyoshi war insbesondere Schüler von Gima Makoto und von Yamaguchi Gōgen. Gima Makoto übermittelte ihm die antiken Formen zahlreicher Kata mit ihren kriegerischen (Bunkai), energetischen und therapeutischen Anwendungen.
1944 gründete er die Gembukai-Schule (Gembukan dōjō) in Kōfu und in den 1970er Jahren das Kokusai Karatedo Kobudo Sihikko Kyokai (Internationale Vereinigung zur Verbreitung von Karatedo und Kobudo), die er zu entwickeln versuchte im Verlauf seiner zahlreichen Seminare in Frankreich wie in Europa und Zentralamerika.
Ausgehend von einem Konzept, das schon von Yagi Meitoku entwickelt wurde, brachte Ogura Sensei eine Reihe von sechs Fukiyu-Kata heraus, die ein Training mit Partner ermöglichen (Futari-bunkai, San-nin-bunkai, Go-nin-bunkai), die er in der Folge bis auf zehn erhöhte (in der Tat erlauben die vielen möglichen Kombinationen etwa 125 Verkettungen auf dem Prinzip der Grundlage).
Ogura Tsuneyoshi gilt als ein „Meister im Schatten“, d. h., sein Wirken erfolgte vorwiegend im Verborgenen, unter Ausschluss der Öffentlichkeit, und sein Name ist in den offiziellen Genealogien des Karatedō selten zu finden.
Freund der letzten lebenden Karate- und Kobudo-Meister, von Sakagami Ryusho bis zu Matayoshi Shinpō, bedeutender Kalligraph, war er einer der allerletzten Empfänger der geschriebenen und mündlichen Quellen, welche die historischen und technischen Entwicklungen der Kunst der „Leeren Hand“ (Karate, Tode), insbesondere eines Teils der Archive von Mabuni Kenwa (1889–1952, Gründer des Shitō ryū), in welchem sich auch ein Originalexemplar des Bubishi befindet.
Von 1973 an war er der letzte Lehrer von Roland Habersetzer gewesen (damals schon 4. Dan in Frankreich), dem er 1992 den 8. Dan und dann 2006 den 9. Dan zuerkannte, mit dem Titel des Hanshi und dem des Sōke für sein eigenes Konzept der Kampfpraxis, den „Voie Tengu“ (Weg des Tengu, Tengu-no-Michi), der sich auf drei Kompetenz-Bereiche aufteilt: Tengu-ryu Karatedo, Tengu-ryu Kobudo, Tengu-ryu hojutsu.
Pierre Portocarrero, dem Ogura Sensei gleichermaßen einen Shihan-Grad verliehen hat, was ihn anbetrifft und mit Zustimmung von Sensei Habersetzer, sich entschieden in Frankreich die klassische Schule des Meisters von Kofu zu verfolgen, die er Gembukan-tode-ryu genannt hat.
Sein Sohn Hisanori Ogura hat seit 2007 die Leitung des Dōjō von Kofu übernommen, wo er die Synthese lehrt, die von seinem Vater geschaffen wurde, dass Gembukan Karatedo.
Ogura Tsuneyoshi war auch Shintō-Priester. Darüber hinaus hat er einige Zeit bei den Yamabushi verbracht und wurde durch sie in das Shingon eingeführt, eine esoterische Strömung des Buddhismus.
Der Umfang und der Eklektizismus seiner Kenntnisse in den Budo-Künsten war außerordentlich. Er studierte auch Ninjutsu vom Koga-ryu bei Fujita Saiko. Er hatte gleichermaßen die chinesischen Künste studiert, insbesondere den Stil des „weißen Kranich“ von Fujian (Baihequan), und das Kendo und Iaido von Omori-ryu praktiziert.